# إحداثيات منحنية

إحداثيات منحنية و تآلفية و ديكارتية في فضاء ثنائي الأبعاد

في الهندسة الرياضية، إحداثيات منحنية (بالإنجليزية: Curvilinear coordinates)‏ هن نظام إحداثي خاص بالفضاء الإقليدي حيث تكون الخطوط المستعملة من طرف هذا النظام منحنية (أي تكون على شكل منحنى) بدلا من أن تكون على شكل مستقيمات.